# Bulharské euromince
Bulharsko je členem Evropské unie od 1. ledna 2007. Tento stát plánuje vstoupit do eurozóny co nejrychleji to půjde. Původní datum zavedení eura v Bulharsku byl 1. leden 2010. Tento termín však nebyl splněn. Nově plánovaný termín na zavedení eura je stanoven na 1. leden 2026. Bulharsko má již svoji měnu (bulharský lev) pevně navázanou na euro v poměru 1 EUR = 1,95583 BGN, od 10. července 2020 je lev zapojen do ERM II.

## Přijetí od roku 2026
Bulharsko ke splnění cíle přijmulo Národní plán pro zavedení eura v Bulharsku v roce 2021. Přáním bylo, aby se eurem začalo v Bulharsku platit od 1. ledna 2025, nakonec se členem eurozóny stane v r. 2026..

## Volba vzhledu mincí
Bulharsko již vybralo motivy, který budou na jeho budoucích euromincích. Mince 1 až 50 eurocentů ponesou vyobrazení Madarského jezdce, 1€ Ivana Rilského, na minci 2€ bude Paisij Chilendarski.